# Fenyőfő
Fenyőfő (németül: Fichtenhöh) község Győr-Moson-Sopron vármegyében, a Pannonhalmi járásban található.

## Fekvése

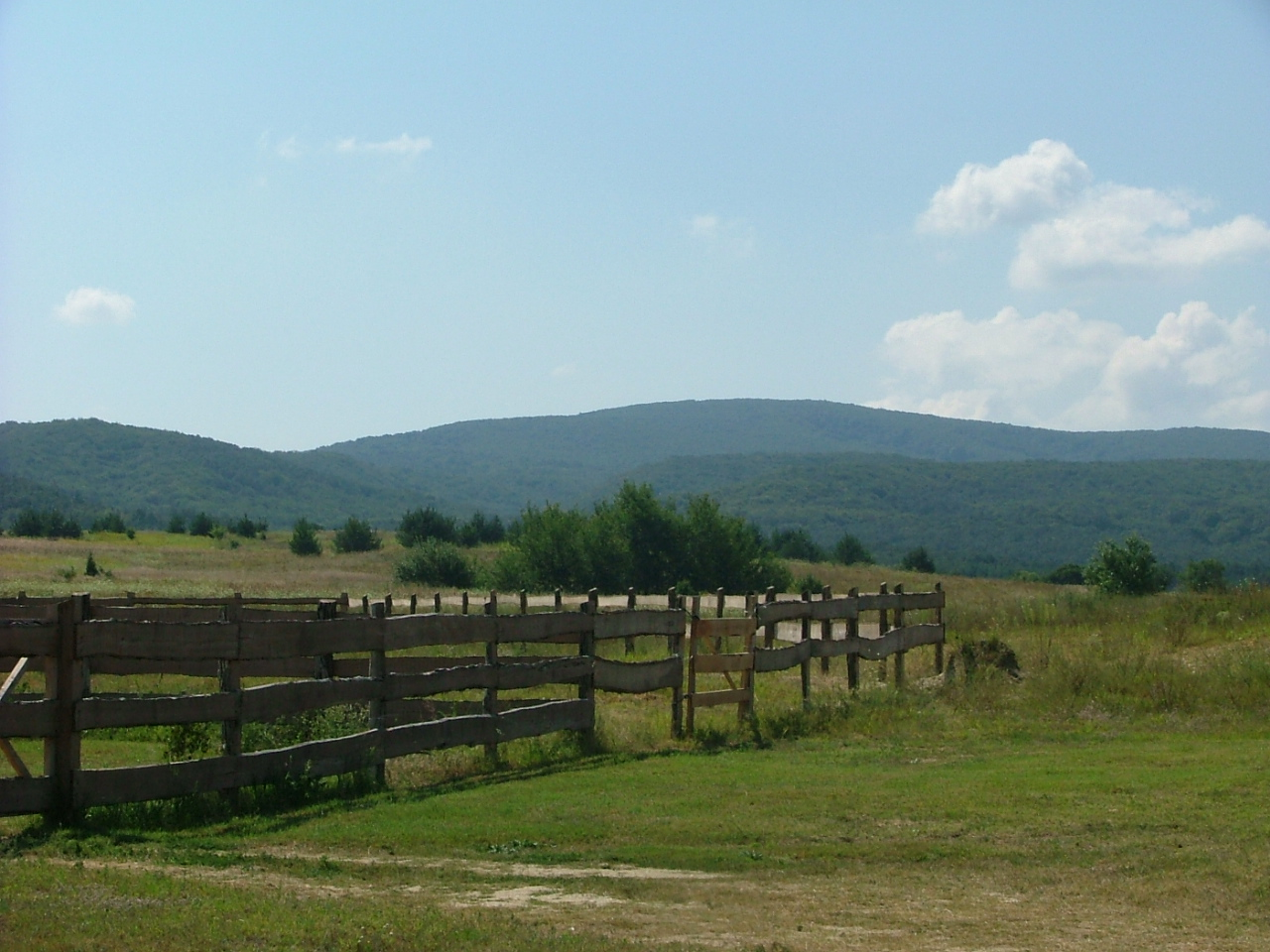
A hegyek gyürűjében

A település az Öreg (vagy Magas) Bakony átlagosan 270 méteres magasságban lévő községe. Győr-Moson-Sopron vármegye legdélebbi csücskében található. Korábban Veszprém megye Zirci kistérségéhez tartozott, de 2002. október 20-án Győr-Moson-Sopron megyébe került át. A község azon hat település egyike, amelyek 1999 decemberében kezdeményezték a Veszprém megyétől való elszakadást a lakosság előzetes véleménynyilvánítása alapján.
A falutól délre a Bakony legészakibb és legmarkánsabb vonulata húzódik. Ide tartozik a hegység legmagasabb pontja, a Kőris-hegy a maga 709 méteres magasságával. A községet több magaslat is övezi: Sándor-hegy (393 m), Kakas-hegy (412 m), a Mennydörgő-hegy (418 m), Pápalátó-kői-hegy (390 m) és a Késellő-hegy (450 m).
A község közúton Győr felől a 82-es úton Bakonypéterdig, onnan Romándon át, Bakonygyirót és Bakonyszentlászló érintésével, Veszprém felől szintén a 82-es úton Bakonyszentkirályig, majd Bakonyszentlászló érintésével érhető el. A községet vasúton, a Győr-Veszprém vonalon a tőle keletre 4 km-re eső Vinyétől lehet megközelíteni. Jellemző, hogy a tőle légvonalban 12 km-re lévő Zircet, közúton 30 km-es úttal lehet elérni.

## Története és mai élete

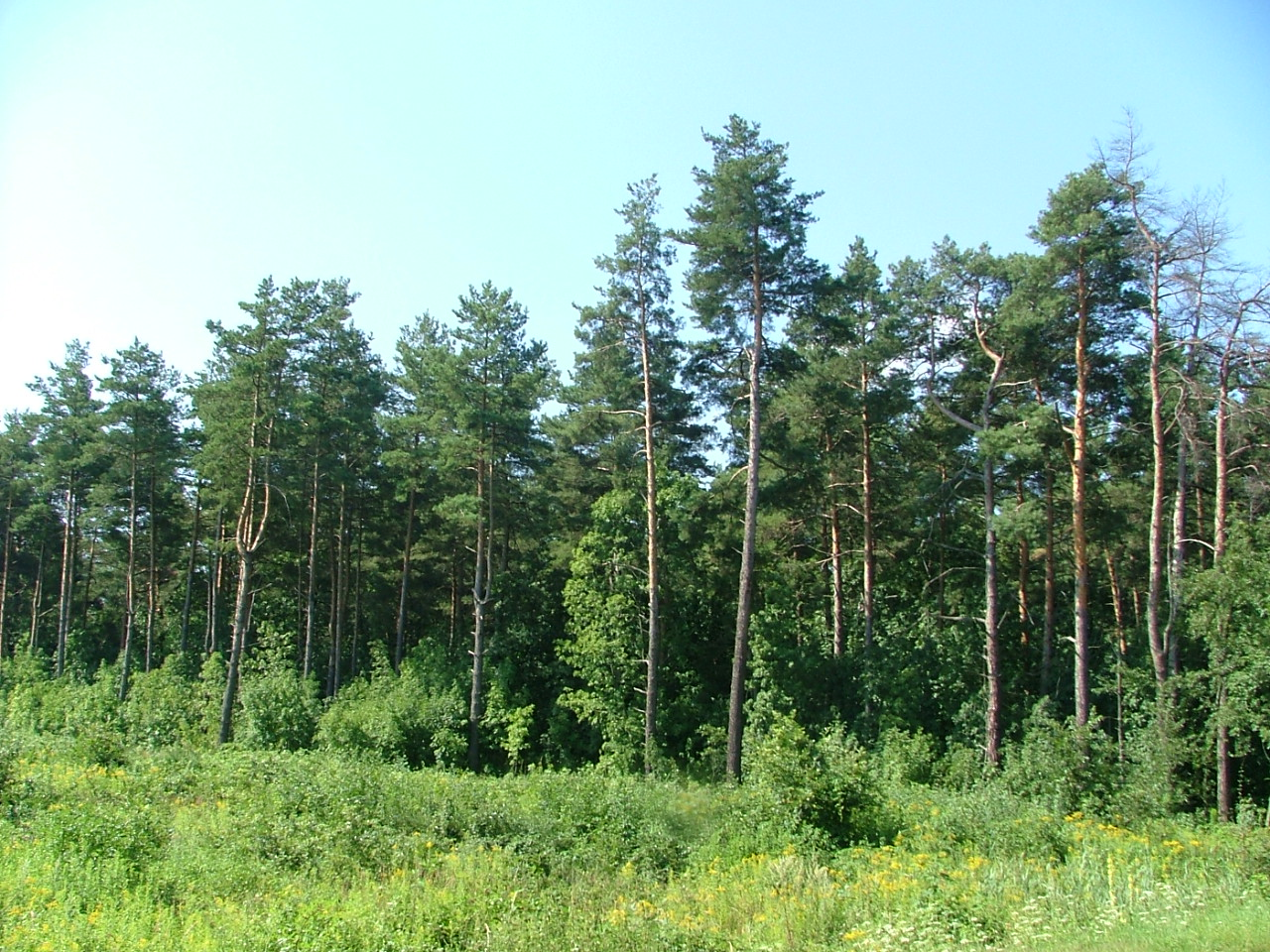
Az ősfenyves

Elszigeteltsége ellenére a település nyolc évszázados múltra tekint vissza. Az első írások 1230 körül Feneufey, Fenewfey módon írva említik, később (1557 körül) Fennyeewfel módon. Az elnevezés kettős értelmű, de magyar eredetű. Jelenthet „fenyővel benőtt magaslat alatti települést” vagy „a fenyvessel borított völgy kezdetét” is. A középkorban az ugodi és a pápai várbirtok jobbágyfaluja volt. A török időkben elhagyott helyként szerepelt az adójegyzékben.
A falu elszigetelt fekvése a lakosság fokozatos elvándorlását okozta. A település lakossága 1829-ben 529 fő volt, s ez a mai napig fokozatosan csökkent 100 fő körülire. A mezőgazdasági termeléshez az itteni viszonyok nem voltak megfelelőek, s az ipari tevékenység is csak kiegészítő tevékenységként funkcionált. A vinyei fafeldolgozóüzem mellett a tájon az 1960-as évek elejétől napjainkig országos jelentőségű bauxitbányászat folyt a falutól 2–3 km távolságra. Ez némi fellendülést hozott, mert 1961-ben valósult meg a vezetékes áramszolgáltatás. Ezt követően orvosi rendelője, illetve kultúrháza is épült, sőt önálló postahivatala is volt az elmúlt évig, melyet a Magyar Posta megszüntetett. Helyette a sokat vitatott mobilposta-szolgáltatást vezette be.
A község társadalmi és kulturális élete gyakran kapcsolódik Bakonyszentlászlóhoz. Ezt egyrészt a közös közigazgatás, másrészt a közös oktatás is indokolja. Önálló képviselő-testülettel rendelkezik a település, de a lakossági hatósági ügyeket a körjegyzőség látja el, melyhez 2004. január 1-jén csatlakozott Bakonygyirót község is. A napköziotthonos óvoda és az általános iskola  Bakonyszentlászlón működik, ahová a községből járnak a gyerekek. Az egészségügyi ellátást is onnan biztosítják. A településen az idősek, a szociálisan rászorultak részére, falugondnoki szolgálatot vezettek be. Az időseket, betegeket, orvoshoz, kórházba szállítják. Részükre Bakonyszentlászlóról ebédet szállítanak ki. Kérésre a kisebb nagyobb bevásárlásokat is elintézik.
A lakosság mindig római katolikus hitű volt.

## Közélete

### Polgármesterei
- 1990–1994: Nagy János (független)[6]
- 1994–1998: Mázi Ferenc (független)[7]
- 1998–2002: Schüld Mária (független német kisebbségi)[8]
- 2002–2006: Schüld Mária Rozália (független)[9]
- 2006–2010: Ifj. Klauz Dezső (független)[10]
- 2010–2014: Ifj. Klauz Dezső (független)[11]
- 2014–2019: Klauz Dezső (független)[12]
- 2019–2024: Klauz Dezső (független)[13]
- 2024– : Klauz Dezső (független)[1]

## Népesség
A település népességének változása:
| Lakosok száma | 119  | 117  | 109  | 98   | 98   | 98   | 95   |
|               | 2013 | 2014 | 2015 | 2021 | 2022 | 2023 | 2024 |

A 2011-es népszámlálás során a lakosok 98,1%-a magyarnak, 0,9% németnek mondta magát (0,9% nem nyilatkozott; a kettős identitások miatt a végösszeg nagyobb lehet 100%-nál). A vallási megoszlás a következő volt: római katolikus 83%, evangélikus 4,7%, felekezeten kívüli 8,5% (1,9% nem nyilatkozott).
2022-ben a lakosság 88,8%-a vallotta magát magyarnak, 2% németnek, 1% szerbnek, 1% szlováknak, 3,1% egyéb, nem hazai nemzetiségűnek (11,2% nem nyilatkozott; a kettős identitások miatt a végösszeg nagyobb lehet 100%-nál). Vallásuk szerint 46,9% volt római katolikus, 4,1% evangélikus, 1% református, 10,2% felekezeten kívüli (37,8% nem válaszolt).

## Nevezetességei

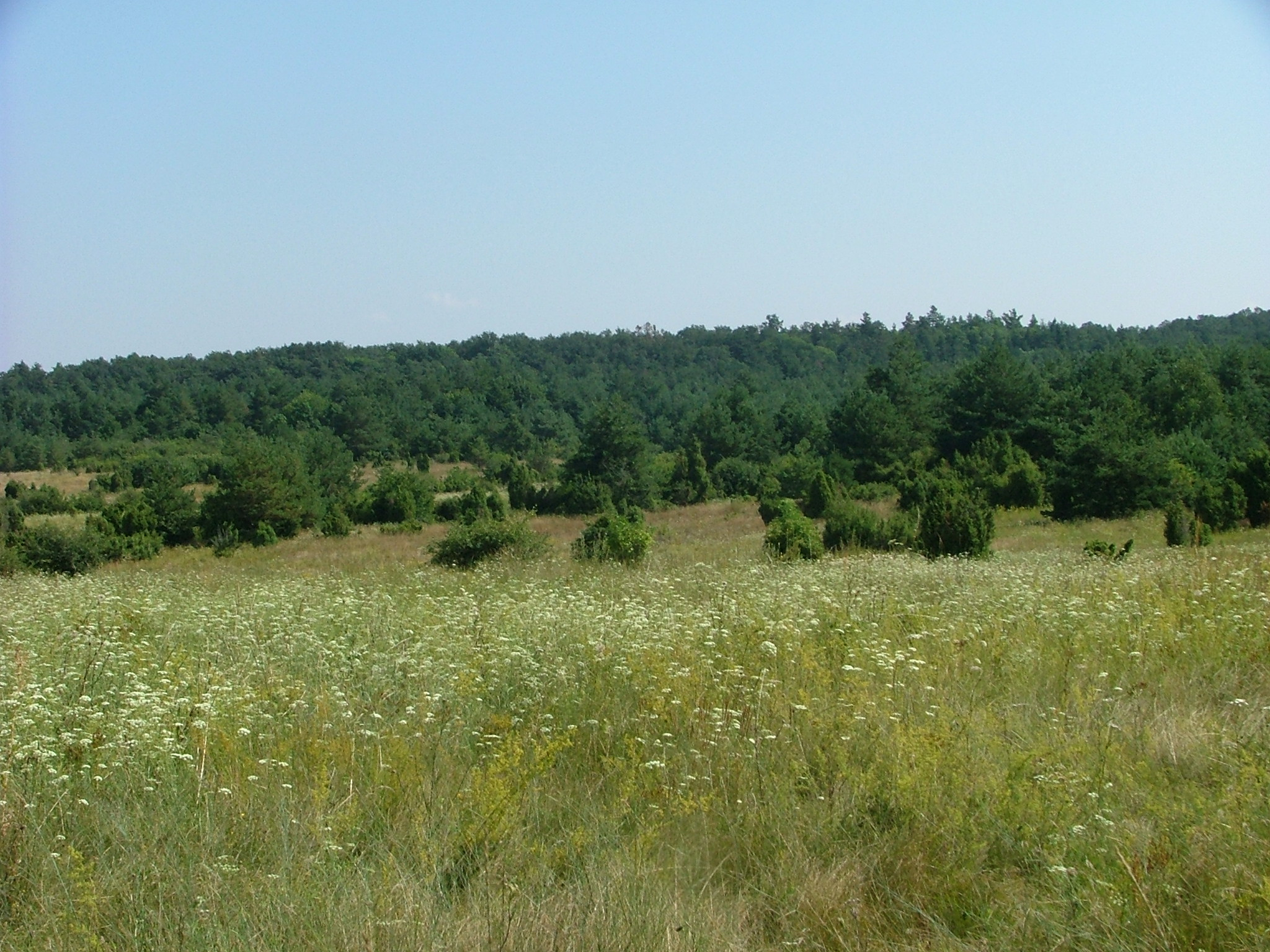
Az ősborókás

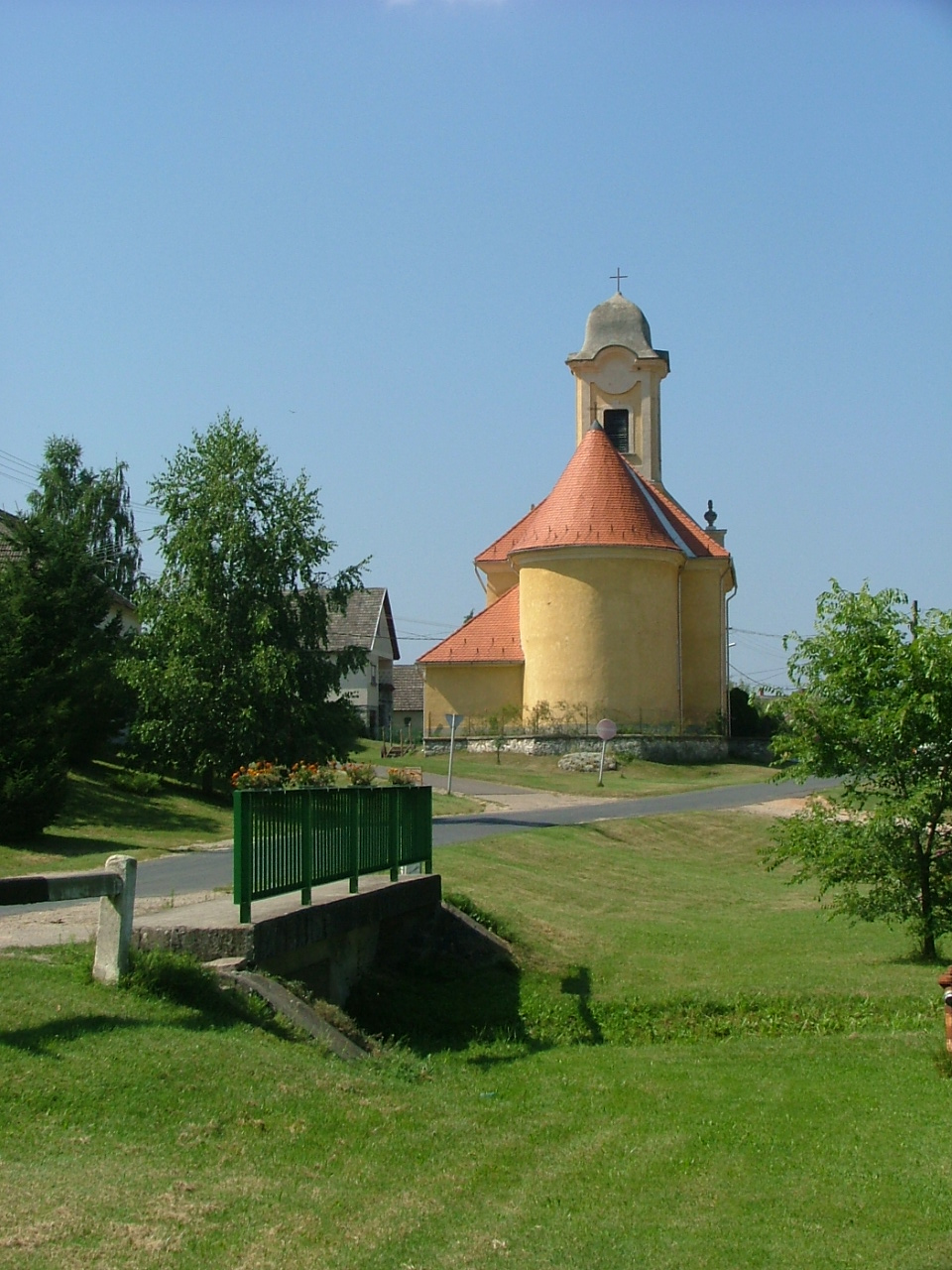
A római katolikus templom

- A falu körül természetvédelmi terület húzódik. Megtekintésre felsorolhatatlan mennyiségű természeti érték látnivaló érdemes. A homoki ősfenyves páratlan szépségével, maradvány jellegével, hegyvidéki-alföldi keverék flórájával méltán hazánk egyik 1954 óta kiemelten védett területe. Kitaibel Pál európai hírű orvosból lett botanikus tudós 1799-ben hívta fel a figyelmet erre a különleges fenyves erdőre. A fenyves megőrizte hidegtűrő hegyvidéki és melegkedvelő alföldi növényeit. Előfordul itt homoki varjúháj, fényes poloskamag, fekete kökörcsin, pázsitos és tarka nőszirom. Az ősfenyves keleti szélén a vasútvonal mellett áll Kitaibel Pál kopjafája.
- A falu határában 1812-ben emelt kőkereszt található.
- A környéken a fődolomit töbreiben alakult ki Európa legvastagabb, 60 m-es bauxitlencséje, melyet külszíni fejtéssel termeltek ki, sajnos az ősfenyvest megbontva. Az ősfenyves mellett a Bakony felé húzódó ősborókást is érdemes megtekinteni. A környékbeli kirándulások, gyalogtúrák során számos botanikai, geológiai látnivalóban lehet gyönyörködni. Túrázni lehet a Cuha-patak szurdokvölgyében, a Hódos-ér völgyében, a környező hegyek erdőségeiben (barlangok, források, emlékművek, kilátók, romok)
- Bakonyszentlászlóról Zircre, illetve Veszprémbe az 1896-ban épített nagyvasúton, melyen 40 km/h sebességgel kanyarogva, alagutakon keresztül halad a vonat, különleges utazásban vehetnek részt a turisták.
- A település önkormányzata Ősfenyves nevű vendégházat üzemeltet a községbe látogatóknak. A családoknak nyugodt pihenést, igény szerinti ellátást, jó levegőt, falusi turisztikai programokat (disznóölés, szántúra, nyáron kerékpárkölcsönzés, illetve lovaskocsikáztatás) biztosítanak.
- Római katolikus templom, mely román kori alapokra épült, mai stílusjegyeit az 1771-es átépítés során kapta. Legutóbbi felújítása 1995-ben fejeződött be. A templomban tiroli faragású oltár, valamint Závory Zoltán festőművész stációi és freskója látható.